# Eriphus dimidiatus
Eriphus dimidiatus là một loài bọ cánh cứng trong họ Cerambycidae.